# Лучано Тезі
Лучано Тезі (нар. 10 грудня 1931) — італійський ветеринар, астроном-любитель, першовідкривач багатьох малих планет і директор Астрономічної обсерваторії в горах Пістойя (Osservatorio Astronomico della Montagna Pistoiese).
У 1980 році він заснував «Аматорську групу гори Пістоїєзе» (італ. Gruppo Astrofili Montagna Pistoiese). Пізніше це призвело до будівництва астрономічної обсерваторії в горах Пістойя. Як директор обсерваторії, він співпрацював з багатьма першовідкривачами у відстеженні навколоземних об'єктів і пошуку малих планет з 1994 року.
Навколоземний об'єкт і астероїд групи Амура, 15817 Лучанотезі, відкритий Андреа Боаттіні та Маурою Томбеллі в Сан-Марчелло-Пістойезе в 1994 році, був названий на його честь.

## Відкриття
Центр малих планет (ЦМП) приписує Лучано Тезі відкриття багатьох пронумерованих малих планет з 1994 року, переважно у співпраці з кількома іншими астрономами. Разом з Джанкарло Фаджіолі він також відкрив астероїд головного поясу 280641 Едосара, який ЦМП помилково приписав «T. esi».  Спільні відкриття Тезі та Фаджіолі, з'являються як 3 окремі записи в Списку ЦМП «Першовідкривачів малих планет».

### Список відкритих малих планет
| Ім'я                | Дата відкриття         |
| ------------------- | ---------------------- |
| 7787 Анналаура      | 23 листопада 1994 року |
| 7801 Ґоретті        | 12 квітня 1996 року    |
| 8051 Пісторія       | 13 серпня 1997 року    |
| 8558 Гак            | 1 серпня 1995 року     |
| 9904 Мауратомбеллі  | 29 липня 1997 року     |
| 10219 Пенко         | 25 жовтня 1997 року    |
| 10371 Ґіґлі         | 27 лютого 1995 року    |
| 10584 Ферріні       | 14 квітня 1996 року    |
| 10642 Шармен        | 19 січня 1999 року     |
| 11102 Берторігіні   | 26 вересня 1995 року   |
| 11359 Пітельйо      | 27 січня 1998 року     |
| 11595 Монсуммано    | 23 травня 1995 року    |
| 11605 Ранфаньї      | 19 жовтня 1995 року    |
| 11622 Самуеле       | 9 вересня 1996 року    |
| 11625 Франчелінда   | 20 жовтня 1996 року    |
| 11667 Теста         | 19 жовтня 1997 року    |
| 12399 Бартоліні     | 19 липня 1995 року     |
| 12840 Паолаферрарі  | 6 квітня 1997 року     |
| 12927 Піноккіо      | 30 вересня 1999 року   |
| 13150 Паолотезі     | 23 березня 1995 року   |
| 13200 Романьяні     | 13 березня 1997 року   |
| 13223 Сенасенері    | 13 серпня 1997 року    |
| 13250 Данієладукато | 19 липня 1998 року     |
| 13704 Алетезі       | 13 серпня 1998 року    |
| 13798 Сеччіні       | 15 листопада 1998 року |

| Ім'я               | Дата відкриття         |
| ------------------ | ---------------------- |
| 14186 Вірджіліофос | 7 грудня 1998 року     |
| 14486 Тоскана      | 4 жовтня 1994 року     |
| 14964 Робертобаккі | 2 листопада 1996 року  |
| 15034 Десіне       | 16 листопада 1998 року |
| 15041 Паперетті    | 8 грудня 1998 року     |
| 15460 Манка        | 25 грудня 1998 року    |
| (15478) 1999 CZ 2  | 7 лютого 1999 року     |
| (16152) 1999 YN 12 | 30 грудня 1999 року    |
| 16683 Алепієрі     | 3 травня 1994 року     |
| 16744 Антоніолеоне | 23 липня 1996 року     |
| 16797 Вілкерсон    | 7 лютого 1997 року     |
| 17056 Бошетті      | 6 квітня 1999 року     |
| 21269 Бечіні       | 6 червня 1996 року     |
| 23547 Тоньєллі     | 17 лютого 1994 року    |
| (23589) 1995 UR 6  | 23 жовтня 1995 року    |
| 24818 Менікеллі    | 23 листопада 1994 року |
| 24969 Лукафіні     | 13 лютого 1998 року    |
| (24996) 1998 OD 1  | 20 липня 1998 року     |
| 25601 Франкопачіні | 1 січня 2000 року      |
| 26177 Фабіодолфі   | 12 квітня 1996 року    |
| 26356 Авентіні     | 26 грудня 1998 року    |
| 26498 Дінотіна     | 4 лютого 2000 року     |
| 27270 Ґвідотті     | 2 січня 2000 року      |
| 27917 Едоардо      | 6 листопада 1996 року  |
| 27959 Фаджіолі     | 19 вересня 1997 року   |

| Ім'я                  | Дата відкриття       |
| --------------------- | -------------------- |
| 27977 Дистратіс       | 25 жовтня 1997 року  |
| 29353 Ману            | 19 липня 1995 року   |
| 29443 Ремокорті       | 13 липня 1997 року   |
| 29672 Сальво          | 12 грудня 1998 року  |
| 29705 Чіялюсі         | 26 грудня 1998 року  |
| 29706 Сімонетта       | 25 грудня 1998 року  |
| 31414 Ротарісуза      | 14 січня 1999 року   |
| 31458 Делроссо        | 15 лютого 1999 року  |
| 32938 Іванопачі       | 15 жовтня 1995 року  |
| 33010 Енрікопроспері  | 11 березня 1997 року |
| 33480 Бартолуччі      | 4 квітня 1999 року   |
| 33532 Ґабрієллаколі   | 18 квітня 1999 року  |
| 34716 Ґуццо           | 14 серпня 2001       |
| 34717 Мірковіллі      | 14 серпня 2001       |
| 34718 Кантаґаллі      | 14 серпня 2001       |
| 35358 Лоріфіні        | 27 вересня 1997 року |
| 35461 Мацукато        | 26 лютого 1998 року  |
| 36446 Сінодапістойя   | 22 серпня 2000 р     |
| 38020 Ганнадам        | 17 червня 1998 року  |
| 39678 Амманніто       | 12 червня 1996 року  |
| 39748 Ґуччіні         | 28 січня 1997 року   |
| 39849 Джіампієрі      | 13 лютого 1998 року  |
| 42523 Раґаццілеонардо | 6 березня 1994 року  |
| 42614 Убалдіна        | 2 березня 1998 року  |
| 42929 Франчіні        | 8 жовтня 1999 року   |

| Ім'я                | Дата відкриття         |
| ------------------- | ---------------------- |
| 43193 Сечинаро      | 1 січня 2000 року      |
| 43882 Маурівіколі   | 7 березня 1995 року    |
| 44574 Лаворатті     | 4 квітня 1999 року     |
| 46644 Лагія         | 19 липня 1995 року     |
| 46720 Pierostroppa  | 13 серпня 1997 року    |
| (46815) 1998 MG 3   | 21 червня 1998 року    |
| (49340) 1998 РГ     | 16 листопада 1998 року |
| 49987 Боната        | 3 січня 2000 року      |
| (50537) 2000 EH 14  | 3 березня 2000 року    |
| 54852 Меркаталі     | 22 липня 2001          |
| 54967 Мілуччі       | 15 серпня 2001         |
| 55196 Марчіні       | 11 вересня 2001 р      |
| 55418 Бьянчіарді    | 13 жовтня 2001 р       |
| (55828) 1995 ООН 6  | 16 жовтня 1995 року    |
| 57140 Гадді         | 15 серпня 2001         |
| 58709 Zenocolò      | 14 лютого 1998 року    |
| (59114) 1998 XQ 2   | 7 грудня 1998 року     |
| (59384) 1999 FH 10  | 22 березня 1999 року   |
| 59417 Джокасіллі    | 5 квітня 1999 року     |
| 60406 Альбертосучі  | 3 лютого 2000 року     |
| (63463) 2001 АБО 12 | 20 липня 2001 р        |
| 67070 Рінальді      | 1 січня 2000 року      |
| 70444 Дженовалі     | 9 жовтня 1999 року     |
| 70744 Маффуччі      | 9 листопада 1999 року  |
| (71221) 1999 YL 9   | 31 грудня 1999 року    |

| Ім'я                 | Дата відкриття         |
| -------------------- | ---------------------- |
| 71489 Динамотабір    | 4 лютого 2000 року     |
| (75238) 1999 WC 9    | 29 листопада 1999 року |
| (75887) 2000 CS 34   | 4 лютого 2000 року     |
| (77464) 2001 HV 16   | 22 квітня 2001 року    |
| (79212) 1994 ET      | 6 березня 1994 року    |
| (79523) 1998 OC 1    | 20 липня 1998 року     |
| 80008 Danielarhodes  | 4 квітня 1999 року     |
| (82454) 2001 OT 12   | 21 липня 2001          |
| 82463 Mluigiaborsi   | 21 липня 2001          |
| 82638 Боттаріклаудіо | 7 серпня 2001 р        |
| 82927 Ферруччі       | 25 серпня 2001         |
| (85439) 1997 EP 40   | 13 березня 1997 року   |
| (86195) 1999 ST 9    | 30 вересня 1999 року   |
| (86375) 2000 AT 2    | 1 січня 2000 року      |
| (86376) 2000 AX 4    | 2 січня 2000 року      |
| 89735 Томмей         | 4 січня 2002           |
| (91146) 1998 ОА 1    | 20 липня 1998 року     |
| 91214 Діклементе     | 23 грудня 1998 року    |
| (91900) 1999 ВВ 11   | 5 листопада 1999 року  |
| 92279 Бінділука      | 22 лютого 2000 року    |
| (94634) 2001 WQ 14   | 21 листопада 2001 р    |
| (99389) 2002 АН      | 5 січня 2002           |
| (100730) 1998 CE 2   | 13 лютого 1998 року    |
| 100897 Пятра Нямц    | 5 травня 1998 року     |
| (101534) 1998 р. 10  | 25 грудня 1998 року    |

| Ім'я                   | Дата відкриття        |
| ---------------------- | --------------------- |
| 103421 Laurmatt        | 6 січня 2000 року     |
| 108205 Баччіпаоло      | 26 квітня 2001 р      |
| (108950) 2001 PS 28    | 14 серпня 2001        |
| (109658) 2001 RZ 10    | 11 вересня 2001 р     |
| (121546) 1999 ВУ 11    | 5 листопада 1999 року |
| (135041) 2001 ОУ 12    | 21 липня 2001         |
| 137082 Мауробачіні     | 12 грудня 1998 року   |
| (137117) 1999 БК 4     | 19 січня 1999 року    |
| (139231) 2001 HW 16    | 22 квітня 2001 року   |
| 144303 Міреллабрескі   | 16 лютого 2004 р      |
| (146017) 2000 CX 120   | 5 лютого 2000 року    |
| (148206) 2000 CL 97    | 13 лютого 2000 року   |
| (150238) 1998 YG 9     | 23 грудня 1998 року   |
| (150712) 2001 QD       | 16 серпня 2001        |
| (150713) 2001 QF       | 16 серпня 2001        |
| (152583) 1994 р. ТФ    | 4 жовтня 1994 року    |
| (155923) 2001 р. ПБ 14 | 14 серпня 2001        |
| (155926) 2001 ПЕ 29    | 15 серпня 2001        |
| (159421) 1999 р. ТН 10 | 8 жовтня 1999 року    |
| (165912) 2001 TE 7     | 11 жовтня 2001 р      |
| 172734 Гіансімон       | 10 лютого 2004 р      |
| (173230) 1998 XM       | 6 грудня 1998 року    |
| (175771) 1998 XO 2     | 7 грудня 1998 року    |
| (181312) 2006 QV 39    | 24 серпня 2006 р      |
| (181722) 1995 КУ       | 1 лютого 1995 року    |

| Ім'я                   | Дата відкриття       |
| ---------------------- | -------------------- |
| (181734) 1995 UQ 6     | 23 жовтня 1995 року  |
| (185990) 2001 OS 12    | 21 липня 2001        |
| (189087) 2001 ПЕ 15    | 13 серпня 2001       |
| 191582 Кікадольфі      | 20 грудня 2003 р     |
| (192573) 1998 XL       | 6 грудня 1998 року   |
| (193818) 2001 QH       | 16 серпня 2001       |
| 198616 Лукабракалі     | 14 січня 2005 року   |
| (205006) 1997 AY 21    | 15 січня 1997 року   |
| 207657 Mangiantini     | 1 серпня 2007 р      |
| (208135) 2000 EF 15    | 2 березня 2000 року  |
| 210414 Гебартоломей    | 3 грудня 2007 р      |
| 214715 Сільванофусо    | 10 жовтня 2006       |
| 214953 Джугавацці      | 29 листопада 2007 р  |
| 216345 Савільяно       | 4 грудня 2007 р      |
| (219829) 2002 CR 39    | 7 лютого 2002        |
| 234026 Союзеастрофіли  | 23 вересня 1998 року |
| 235999 Бучіантіні      | 4 квітня 2005 року   |
| 236784 Ліворно         | 12 серпня 2007 р     |
| (241611) 1999 ДО 10    | 8 жовтня 1999 року   |
| (246893) 1997 OB 1     | 29 липня 1997 року   |
| (247208) 2001 р. ПН 28 | 13 серпня 2001       |
| 280641 Едосара         | 6 січня 2005 року    |
| 280652 Аймаку          | 2 лютого 2005 року   |
| 283057 Casteldipiazza  | 24 липня 2008        |
| 283461 Леачіпаола      | 14 серпня 2001       |

| Ім'я                   | Дата відкриття      |
| ---------------------- | ------------------- |
| 289608 Ванлі           | 4 квітня 2005 року  |
| 296928 Франческопалла  | 17 лютого 1994 року |
| 299134 Moggicecchi     | 10 березня 2005     |
| 309704 Баруффетті      | 29 березня 2008 р   |
| (313036) 2000 пл       | 2 серпня 2000 року  |
| 314808 Мартіндутертре  | 15 жовтня 2006 р    |
| 315046 Джанніферрарі   | 13 лютого 2007 р    |
| (334068) 2001 р. п. 28 | 13 серпня 2001      |
| (337429) 2001 р.в.16   | 10 вересня 2001 р   |
| 343057 Лукаравенні     | 15 лютого 2009 р    |
| (347537) 1999 р. 13    | 31 грудня 1999 року |
| (363124) 2001 PO 28    | 13 серпня 2001      |
| 364264 Мартимартина    | 11 жовтня 2006      |
| 379130 Лопрешті        | 15 лютого 2009 р    |
| (390534) 1998 ТА 2     | 13 жовтня 1998 року |
| 396931 Нерлілука       | 4 квітня 2005 року  |